# Chiesa di San Giuseppe (Taranto)
La chiesa di San Giuseppe è una chiesa di Taranto, dedicata a san Giuseppe.

## Storia
La chiesa di San Giuseppe è situata nel Pittaggio Turripenne nella città vecchia, inizialmente dedicata a santa Maria della Piccola, nel 1625 prese il titolo di Santa Maria delle Rose. In seguito tra il 1640-1641 grazie all'omonima arciconfraternita venne dedicata a san Giuseppe.
L'arciconfraternita  recupera il tempietto  arricchendolo  con dei pregevoli affreschi di Paolo De Matteis la cui opera maggiore di questa chiesa è il dipinto sulla volta della chiesa raffigurante Il dubbio di san Giuseppe e il centro del soffitto il Riposo di Giuseppe (1715) e donando gli arredi sacri tra cui la statua del santo.
Durante il fascismo, nell'opera di risanamento della città vecchia previsto da Piano Bonavolta, fu l'unica chiesa a non essere demolita delle 4 presenti nel pittaggio. Il piano, redatto dall'ingegner Ferdinando Bonavolta nel 1933, prevedeva la demolizione dei numerosi edifici con affaccio a Mar Piccolo, da sostituire con palazzine popolari, fu per questo aspramente criticato. Tale "riqualificazione" si limitò al solo pittaggio di Turripenne, giungendo sino alla Chiesa di San Giuseppe, che quindi ad oggi rappresenta l'unico edificio rimasto dello storico quartiere.